# Cry Engine
CryEngine är en serie spelmotorer utvecklade av det tyska företaget Crytek.

## Versioner

### CryEngine

En indelning av olika CryEngine-motorer till olika spel

CryEngine utvecklades för Far Cry. Spelmotorn användes senare till några av Far Crys uppföljare till olika spelkonsoler (utvecklade av Ubisoft).
Spel med CryEngine (i urval)
- Far Cry (2004, PC) - Crytek, Ubisoft
- Far Cry Instincts (2005, Xbox) - Ubisoft Montreal, Ubisoft
- Far Cry Instincts: Evolution (2006, Xbox) - Ubisoft Montreal, Ubisoft
- Far Cry Instincts: Predator (2006, Xbox 360) - Ubisoft Montreal, Ubisoft
- Far Cry: Vengeance (2006, Wii) - Ubisoft Montreal, Ubisoft
- Aion: The Tower of Eternity (2008, PC) - NCsoft, NCsoft

### CryEngine 2
CryEngine 2 släpptes i samband med Crysis i november 2007.
Spel med Cryengine 2 (i urval)
- Crysis (2007, PC) - Crytek
- Crysis Warhead (2008) - Crytek - Använder en uppgraderad version av motorn
- Entropia Universe[1] - Uppgraderade från Gamebryo den 18 augusti 2009
- Blue Mars (2009) - Avatar Reality, inc.
- Merchants of Brooklyn[2] (2009) - Paleo Entertainment
- The Day - Reloaded Studios.
- Vigilance - The Harrington Group, Inc. (Militärt träningsprogram, ej öppet för allmänheten)[3]

### CryEngine 3
CryEngine 3 offentliggjordes den 11 mars 2009 på årets Game Developers Conference. Den ska gå att använda på Windows, Playstation 3 och Xbox 360. På PC ska den kunna stödja både DirectX 9, 10 och 11.
Den 1 juni offentliggjordes det att Crysis 2 är under utveckling och att spelet kommer att använda sig av CryEngine 3.
Spel med CryEngine 3
- ASTA
- ArcheAge
- Cabal 2
- Class 3
- Crysis 2
- Crysis 3
- Forged by Chaos
- Lichdom
- Nexuiz
- Ryse
- Sniper: Ghost Warrior 2
- Tour Golf Online
- Warface